# Volta a Eslovènia 2021
La Volta a Eslovènia 2021, 27a edició de la Volta a Eslovènia, es disputà entre el 9 de juny al 13 de juny de 2021 en cinc etapes i un total de 803,7 km. La cursa formava part del calendari de l'UCI ProSeries 2021, amb una categoria 2.Pro.
El vencedor final fou l'eslovè Tadej Pogačar (UAE Team Emirates), que s'imposà al seu company d'equip Diego Ulissi per gairebé un minut i mig. Completà el podi Matteo Sobrero (Astana-Premier Tech).

## Equips
L'organització convidà a prendre part en la cursa a vint equips:
| WorldTeams (4)- Astana-Premier Tech - Bahrain Victorious - Team BikeExchange - UAE Team Emirates ProTeams (8)- Androni Giocattoli-Sidermec - Bardiani CSF Faizanè - Bingoal Pauwels Sauces WB - Caja Rural-Seguros RGA - Euskaltel-Euskadi - Gazprom-RusVelo - Equipo Kern Pharma - Uno-X Pro Cycling Team Equips continentals (7)- Adria Mobil - Canyon dhb SunGod - ColoQuick - Dukla Banská Bystrica - Ljubljana Gusto Santic - HRE Mazowsze Serce Polski - Ribble Weldtite Pro Cycling Equip nacional- Eslovènia |
| |

## Etapes
| Etapa    | Data       | Ciutats d'etapa          | type              | Distància (km) | Vencedor de l'etapa  | Líder de la general |
| -------- | ---------- | ------------------------ | ----------------- | -------------- | -------------------- | ------------------- |
| 1a etapa | 9 de juny  | Ptuj – Rogaška Slatina   | etapa plana       | 151,5          | Phil Bauhaus         | Phil Bauhaus        |
| 2a etapa | 10 de juny | Žalec – Celje            | etapa accidentada | 147            | Tadej Pogačar        | Tadej Pogačar       |
| 3a etapa | 11 de juny | Brežice – Krsko          | etapa accidentada | 165,8          | Jon Aberasturi Izaga | Tadej Pogačar       |
| 4a etapa | 12 de juny | Ajdovščina – Nova Gorica | etapa de muntanya | 164,1          | Diego Ulissi         | Tadej Pogačar       |
| 5a etapa | 13 de juny | Ljubljana – Novo Mesto   | etapa plana       | 175,3          | Phil Bauhaus         | Tadej Pogačar       |

### 1a etapa
| \| Classificació de l'etapa \| Classificació de l'etapa \| Classificació de l'etapa \| Classificació de l'etapa \| Classificació de l'etapa \| \| Corredor \| Corredor \| Equip \| Temps \| \| \| ------------------------ \| ------------------------ \| --------------------------- \| ------------------------ \| ------------------------ \| \| 1r \| Phil Bauhaus \| Bahrain Victorious \| 3h 33' 45" \| \| \| 2n \| Jon Aberasturi Izaga \| Caja Rural-Seguros RGA \| + 0" \| \| \| 3r \| Rui Oliveira \| UAE Team Emirates \| + 0" \| \| \| 4t \| Stanisław Aniołkowski \| Bingoal Pauwels Sauces WB \| + 0" \| \| \| 5è \| Matteo Malucelli \| Androni Giocattoli-Sidermec \| + 0" \| \| \| 6è \| Alexander Edmondson \| BikeExchange \| + 0" \| \| \| 7è \| Alan Banaszek \| HRE Mazowsze Serce Polski \| + 0" \| \| \| 8è \| Ryan Christensen \| Canyon dhb SunGod \| + 0" \| \| \| 9è \| Matthew Bostock \| Canyon dhb SunGod \| + 0" \| \| \| 10è \| Mikel Alonso \| Euskaltel-Euskadi \| + 0" \| \| |                       |                             |            |
| |                       |                             |            |
| Font: ProCyclingStats |                       |                             |            |
| Classificació de l'etapa |                       |                             |            |
| Corredor | Corredor              | Equip                       | Temps      |
| 1r | Phil Bauhaus          | Bahrain Victorious          | 3h 33' 45" |
| 2n | Jon Aberasturi Izaga  | Caja Rural-Seguros RGA      | + 0"       |
| 3r | Rui Oliveira          | UAE Team Emirates           | + 0"       |
| 4t | Stanisław Aniołkowski | Bingoal Pauwels Sauces WB   | + 0"       |
| 5è | Matteo Malucelli      | Androni Giocattoli-Sidermec | + 0"       |
| 6è | Alexander Edmondson   | BikeExchange                | + 0"       |
| 7è | Alan Banaszek         | HRE Mazowsze Serce Polski   | + 0"       |
| 8è | Ryan Christensen      | Canyon dhb SunGod           | + 0"       |
| 9è | Matthew Bostock       | Canyon dhb SunGod           | + 0"       |
| 10è | Mikel Alonso          | Euskaltel-Euskadi           | + 0"       |

| \| Classificació general \| Classificació general \| Classificació general \| Classificació general \| Classificació general \| \| Corredor \| Corredor \| Equip \| Temps \| \| \| --------------------- \| ----------------------- \| --------------------------- \| --------------------- \| --------------------- \| \| 1r \| Phil Bauhaus \| Bahrain Victorious \| 3h 33' 35" \| \| \| 2n \| Jon Aberasturi Izaga \| Caja Rural-Seguros RGA \| + 4" \| \| \| 3r \| Rui Oliveira \| UAE Team Emirates \| + 6" \| \| \| 4t \| Daniel Hoelgaard \| Uno-X Pro Cycling Team \| + 7" \| \| \| 5è \| Jonas Iversby Hvideberg \| Uno-X Pro Cycling Team \| + 7" \| \| \| 6è \| Matthew Bostock \| Canyon dhb SunGod \| + 8" \| \| \| 7è \| Diego Ulissi \| UAE Team Emirates \| + 9" \| \| \| 8è \| Stanisław Aniołkowski \| Bingoal Pauwels Sauces WB \| + 10" \| \| \| 9è \| Matteo Malucelli \| Androni Giocattoli-Sidermec \| + 10" \| \| \| 10è \| Alexander Edmondson \| BikeExchange \| + 10" \| \| |                         |                             |            |
| |                         |                             |            |
| Font: ProCyclingStats |                         |                             |            |
| Classificació general |                         |                             |            |
| Corredor | Corredor                | Equip                       | Temps      |
| 1r | Phil Bauhaus            | Bahrain Victorious          | 3h 33' 35" |
| 2n | Jon Aberasturi Izaga    | Caja Rural-Seguros RGA      | + 4"       |
| 3r | Rui Oliveira            | UAE Team Emirates           | + 6"       |
| 4t | Daniel Hoelgaard        | Uno-X Pro Cycling Team      | + 7"       |
| 5è | Jonas Iversby Hvideberg | Uno-X Pro Cycling Team      | + 7"       |
| 6è | Matthew Bostock         | Canyon dhb SunGod           | + 8"       |
| 7è | Diego Ulissi            | UAE Team Emirates           | + 9"       |
| 8è | Stanisław Aniołkowski   | Bingoal Pauwels Sauces WB   | + 10"      |
| 9è | Matteo Malucelli        | Androni Giocattoli-Sidermec | + 10"      |
| 10è | Alexander Edmondson     | BikeExchange                | + 10"      |

### 2a etapa
| \| Classificació de l'etapa \| Classificació de l'etapa \| Classificació de l'etapa \| Classificació de l'etapa \| Classificació de l'etapa \| \| Corredor \| Corredor \| Equip \| Temps \| \| \| ------------------------ \| ------------------------ \| --------------------------- \| ------------------------ \| ------------------------ \| \| 1r \| Tadej Pogačar \| UAE Team Emirates \| 3h 32' 00" \| \| \| 2n \| Matej Mohorič \| Bahrain Victorious \| + 1' 22" \| \| \| 3r \| Diego Ulissi \| UAE Team Emirates \| + 1' 22" \| \| \| 4t \| Matteo Sobrero \| Astana-Premier Tech \| + 1' 22" \| \| \| 5è \| Tanel Kangert \| BikeExchange \| + 1' 25" \| \| \| 6è \| James Shaw \| Ribble Weldtite Pro Cycling \| + 1' 25" \| \| \| 7è \| Rafał Majka \| UAE Team Emirates \| + 1' 25" \| \| \| 8è \| Giovanni Carboni \| Bardiani CSF Faizanè \| + 1' 25" \| \| \| 9è \| Jonathan Lastra Martínez \| Caja Rural-Seguros RGA \| + 1' 25" \| \| \| 10è \| Jan Polanc \| UAE Team Emirates \| + 1' 30" \| \| |                          |                             |            |
| |                          |                             |            |
| Font: ProCyclingStats |                          |                             |            |
| Classificació de l'etapa |                          |                             |            |
| Corredor | Corredor                 | Equip                       | Temps      |
| 1r | Tadej Pogačar            | UAE Team Emirates           | 3h 32' 00" |
| 2n | Matej Mohorič            | Bahrain Victorious          | + 1' 22"   |
| 3r | Diego Ulissi             | UAE Team Emirates           | + 1' 22"   |
| 4t | Matteo Sobrero           | Astana-Premier Tech         | + 1' 22"   |
| 5è | Tanel Kangert            | BikeExchange                | + 1' 25"   |
| 6è | James Shaw               | Ribble Weldtite Pro Cycling | + 1' 25"   |
| 7è | Rafał Majka              | UAE Team Emirates           | + 1' 25"   |
| 8è | Giovanni Carboni         | Bardiani CSF Faizanè        | + 1' 25"   |
| 9è | Jonathan Lastra Martínez | Caja Rural-Seguros RGA      | + 1' 25"   |
| 10è | Jan Polanc               | UAE Team Emirates           | + 1' 30"   |

| \| Classificació general \| Classificació general \| Classificació general \| Classificació general \| Classificació general \| \| Corredor \| Corredor \| Equip \| Temps \| \| \| --------------------- \| ------------------------ \| --------------------------- \| --------------------- \| --------------------- \| \| 1r \| Tadej Pogačar \| UAE Team Emirates \| 7h 05' 37" \| \| \| 2n \| Matej Mohorič \| Bahrain Victorious \| + 1' 24" \| \| \| 3r \| Diego Ulissi \| UAE Team Emirates \| + 1' 28" \| \| \| 4t \| Matteo Sobrero \| Astana-Premier Tech \| + 1' 33" \| \| \| 5è \| Giovanni Carboni \| Bardiani CSF Faizanè \| + 1' 36" \| \| \| 6è \| Jonathan Lastra Martínez \| Caja Rural-Seguros RGA \| + 1' 36" \| \| \| 7è \| James Shaw \| Ribble Weldtite Pro Cycling \| + 1' 36" \| \| \| 8è \| Rafał Majka \| UAE Team Emirates \| + 1' 36" \| \| \| 9è \| Tanel Kangert \| BikeExchange \| + 1' 36" \| \| \| 10è \| Jan Polanc \| UAE Team Emirates \| + 1' 41" \| \| |                          |                             |            |
| |                          |                             |            |
| Font: ProCyclingStats |                          |                             |            |
| Classificació general |                          |                             |            |
| Corredor | Corredor                 | Equip                       | Temps      |
| 1r | Tadej Pogačar            | UAE Team Emirates           | 7h 05' 37" |
| 2n | Matej Mohorič            | Bahrain Victorious          | + 1' 24"   |
| 3r | Diego Ulissi             | UAE Team Emirates           | + 1' 28"   |
| 4t | Matteo Sobrero           | Astana-Premier Tech         | + 1' 33"   |
| 5è | Giovanni Carboni         | Bardiani CSF Faizanè        | + 1' 36"   |
| 6è | Jonathan Lastra Martínez | Caja Rural-Seguros RGA      | + 1' 36"   |
| 7è | James Shaw               | Ribble Weldtite Pro Cycling | + 1' 36"   |
| 8è | Rafał Majka              | UAE Team Emirates           | + 1' 36"   |
| 9è | Tanel Kangert            | BikeExchange                | + 1' 36"   |
| 10è | Jan Polanc               | UAE Team Emirates           | + 1' 41"   |

### 3a etapa
| \| Classificació de l'etapa \| Classificació de l'etapa \| Classificació de l'etapa \| Classificació de l'etapa \| Classificació de l'etapa \| \| Corredor \| Corredor \| Equip \| Temps \| \| \| ------------------------ \| ------------------------ \| --------------------------- \| ------------------------ \| ------------------------ \| \| 1r \| Jon Aberasturi Izaga \| Caja Rural-Seguros RGA \| 3h 50' 26" \| \| \| 2n \| Matej Mohorič \| Bahrain Victorious \| + 0" \| \| \| 3r \| Matteo Trentin \| UAE Team Emirates \| + 0" \| \| \| 4t \| Rémy Mertz \| Bingoal Pauwels Sauces WB \| + 0" \| \| \| 5è \| Jeppe Aaskov Pallesen \| ColoQuick \| + 0" \| \| \| 6è \| James Shaw \| Ribble Weldtite Pro Cycling \| + 0" \| \| \| 7è \| Daniel Muñoz \| Androni Giocattoli-Sidermec \| + 0" \| \| \| 8è \| Giovanni Carboni \| Bardiani CSF Faizanè \| + 0" \| \| \| 9è \| Dmitri Strakhov \| Gazprom-RusVelo \| + 0" \| \| \| 10è \| Javier Romo \| Astana-Premier Tech \| + 0" \| \| |                       |                             |            |
| |                       |                             |            |
| Font: ProCyclingStats |                       |                             |            |
| Classificació de l'etapa |                       |                             |            |
| Corredor | Corredor              | Equip                       | Temps      |
| 1r | Jon Aberasturi Izaga  | Caja Rural-Seguros RGA      | 3h 50' 26" |
| 2n | Matej Mohorič         | Bahrain Victorious          | + 0"       |
| 3r | Matteo Trentin        | UAE Team Emirates           | + 0"       |
| 4t | Rémy Mertz            | Bingoal Pauwels Sauces WB   | + 0"       |
| 5è | Jeppe Aaskov Pallesen | ColoQuick                   | + 0"       |
| 6è | James Shaw            | Ribble Weldtite Pro Cycling | + 0"       |
| 7è | Daniel Muñoz          | Androni Giocattoli-Sidermec | + 0"       |
| 8è | Giovanni Carboni      | Bardiani CSF Faizanè        | + 0"       |
| 9è | Dmitri Strakhov       | Gazprom-RusVelo             | + 0"       |
| 10è | Javier Romo           | Astana-Premier Tech         | + 0"       |

| \| Classificació general \| Classificació general \| Classificació general \| Classificació general \| Classificació general \| \| Corredor \| Corredor \| Equip \| Temps \| \| \| --------------------- \| ------------------------ \| --------------------------- \| --------------------- \| --------------------- \| \| 1r \| Tadej Pogačar \| UAE Team Emirates \| 10h 56' 03" \| \| \| 2n \| Matej Mohorič \| Bahrain Victorious \| + 1' 15" \| \| \| 3r \| Diego Ulissi \| UAE Team Emirates \| + 1' 26" \| \| \| 4t \| Matteo Sobrero \| Astana-Premier Tech \| + 1' 33" \| \| \| 5è \| James Shaw \| Ribble Weldtite Pro Cycling \| + 1' 36" \| \| \| 6è \| Giovanni Carboni \| Bardiani CSF Faizanè \| + 1' 36" \| \| \| 7è \| Jonathan Lastra Martínez \| Caja Rural-Seguros RGA \| + 1' 36" \| \| \| 8è \| Rafał Majka \| UAE Team Emirates \| + 1' 36" \| \| \| 9è \| Tanel Kangert \| BikeExchange \| + 1' 36" \| \| \| 10è \| Jan Polanc \| UAE Team Emirates \| + 1' 41" \| \| |                          |                             |             |
| |                          |                             |             |
| Font: ProCyclingStats |                          |                             |             |
| Classificació general |                          |                             |             |
| Corredor | Corredor                 | Equip                       | Temps       |
| 1r | Tadej Pogačar            | UAE Team Emirates           | 10h 56' 03" |
| 2n | Matej Mohorič            | Bahrain Victorious          | + 1' 15"    |
| 3r | Diego Ulissi             | UAE Team Emirates           | + 1' 26"    |
| 4t | Matteo Sobrero           | Astana-Premier Tech         | + 1' 33"    |
| 5è | James Shaw               | Ribble Weldtite Pro Cycling | + 1' 36"    |
| 6è | Giovanni Carboni         | Bardiani CSF Faizanè        | + 1' 36"    |
| 7è | Jonathan Lastra Martínez | Caja Rural-Seguros RGA      | + 1' 36"    |
| 8è | Rafał Majka              | UAE Team Emirates           | + 1' 36"    |
| 9è | Tanel Kangert            | BikeExchange                | + 1' 36"    |
| 10è | Jan Polanc               | UAE Team Emirates           | + 1' 41"    |

### 4a etapa
| \| Classificació de l'etapa \| Classificació de l'etapa \| Classificació de l'etapa \| Classificació de l'etapa \| Classificació de l'etapa \| \| Corredor \| Corredor \| Equip \| Temps \| \| \| ------------------------ \| ------------------------ \| --------------------------- \| ------------------------ \| ------------------------ \| \| 1r \| Diego Ulissi \| UAE Team Emirates \| 4h 15' 28" \| \| \| 2n \| Tadej Pogačar \| UAE Team Emirates \| + 1" \| \| \| 3r \| Matteo Sobrero \| Astana-Premier Tech \| + 1" \| \| \| 4t \| Rafał Majka \| UAE Team Emirates \| + 27" \| \| \| 5è \| James Shaw \| Ribble Weldtite Pro Cycling \| + 48" \| \| \| 6è \| Tanel Kangert \| BikeExchange \| + 53" \| \| \| 7è \| Giovanni Carboni \| Bardiani CSF Faizanè \| + 1' 05" \| \| \| 8è \| Matej Mohorič \| Bahrain Victorious \| + 1' 19" \| \| \| 9è \| Javier Romo \| Astana-Premier Tech \| + 1' 28" \| \| \| 10è \| Jan Polanc \| UAE Team Emirates \| + 1' 35" \| \| |                  |                             |            |
| |                  |                             |            |
| Font: ProCyclingStats |                  |                             |            |
| Classificació de l'etapa |                  |                             |            |
| Corredor | Corredor         | Equip                       | Temps      |
| 1r | Diego Ulissi     | UAE Team Emirates           | 4h 15' 28" |
| 2n | Tadej Pogačar    | UAE Team Emirates           | + 1"       |
| 3r | Matteo Sobrero   | Astana-Premier Tech         | + 1"       |
| 4t | Rafał Majka      | UAE Team Emirates           | + 27"      |
| 5è | James Shaw       | Ribble Weldtite Pro Cycling | + 48"      |
| 6è | Tanel Kangert    | BikeExchange                | + 53"      |
| 7è | Giovanni Carboni | Bardiani CSF Faizanè        | + 1' 05"   |
| 8è | Matej Mohorič    | Bahrain Victorious          | + 1' 19"   |
| 9è | Javier Romo      | Astana-Premier Tech         | + 1' 28"   |
| 10è | Jan Polanc       | UAE Team Emirates           | + 1' 35"   |

| \| Classificació general \| Classificació general \| Classificació general \| Classificació general \| Classificació general \| \| Corredor \| Corredor \| Equip \| Temps \| \| \| --------------------- \| ------------------------ \| --------------------------- \| --------------------- \| --------------------- \| \| 1r \| Tadej Pogačar \| UAE Team Emirates \| 15h 11' 26" \| \| \| 2n \| Diego Ulissi \| UAE Team Emirates \| + 1' 21" \| \| \| 3r \| Matteo Sobrero \| Astana-Premier Tech \| + 1' 35" \| \| \| 4t \| Rafał Majka \| UAE Team Emirates \| + 2' 08" \| \| \| 5è \| James Shaw \| Ribble Weldtite Pro Cycling \| + 2' 29" \| \| \| 6è \| Tanel Kangert \| BikeExchange \| + 2' 34" \| \| \| 7è \| Matej Mohorič \| Bahrain Victorious \| + 2' 39" \| \| \| 8è \| Giovanni Carboni \| Bardiani CSF Faizanè \| + 2' 46" \| \| \| 9è \| Jan Polanc \| UAE Team Emirates \| + 3' 21" \| \| \| 10è \| Jonathan Lastra Martínez \| Caja Rural-Seguros RGA \| + 4' 45" \| \| |                          |                             |             |
| |                          |                             |             |
| Font: ProCyclingStats |                          |                             |             |
| Classificació general |                          |                             |             |
| Corredor | Corredor                 | Equip                       | Temps       |
| 1r | Tadej Pogačar            | UAE Team Emirates           | 15h 11' 26" |
| 2n | Diego Ulissi             | UAE Team Emirates           | + 1' 21"    |
| 3r | Matteo Sobrero           | Astana-Premier Tech         | + 1' 35"    |
| 4t | Rafał Majka              | UAE Team Emirates           | + 2' 08"    |
| 5è | James Shaw               | Ribble Weldtite Pro Cycling | + 2' 29"    |
| 6è | Tanel Kangert            | BikeExchange                | + 2' 34"    |
| 7è | Matej Mohorič            | Bahrain Victorious          | + 2' 39"    |
| 8è | Giovanni Carboni         | Bardiani CSF Faizanè        | + 2' 46"    |
| 9è | Jan Polanc               | UAE Team Emirates           | + 3' 21"    |
| 10è | Jonathan Lastra Martínez | Caja Rural-Seguros RGA      | + 4' 45"    |

### 5a etapa
| \| Classificació de l'etapa \| Classificació de l'etapa \| Classificació de l'etapa \| Classificació de l'etapa \| Classificació de l'etapa \| \| Corredor \| Corredor \| Equip \| Temps \| \| \| ------------------------ \| ------------------------ \| ----------------------------- \| ------------------------ \| ------------------------ \| \| 1r \| Giacomo Nizzolo \| Dimension Data \| 4h 01' 55" \| \| \| 2n \| Luka Mezgec \| Mitchelton-Scott \| + 0" \| \| \| 3r \| Shane Archbold \| Bora-Hansgrohe \| + 0" \| \| \| 4t \| Andrea Vendrame \| Androni Giocattoli-Sidermec \| + 0" \| \| \| 5è \| Davide Cimolai \| Israel Cycling Academy \| + 0" \| \| \| 6è \| Vincenzo Albanese \| Bardiani CSF \| + 0" \| \| \| 7è \| Umberto Marengo \| Neri Sottoli-Selle Italia-KTM \| + 0" \| \| \| 8è \| Tadej Pogačar \| UAE Team Emirates \| + 0" \| \| \| 9è \| Simone Velasco \| Neri Sottoli-Selle Italia-KTM \| + 0" \| \| \| 10è \| Giovanni Visconti \| Neri Sottoli-Selle Italia-KTM \| + 0" \| \| |                   |                               |            |
| |                   |                               |            |
| Font: ProCyclingStats |                   |                               |            |
| Classificació de l'etapa |                   |                               |            |
| Corredor | Corredor          | Equip                         | Temps      |
| 1r | Giacomo Nizzolo   | Dimension Data                | 4h 01' 55" |
| 2n | Luka Mezgec       | Mitchelton-Scott              | + 0"       |
| 3r | Shane Archbold    | Bora-Hansgrohe                | + 0"       |
| 4t | Andrea Vendrame   | Androni Giocattoli-Sidermec   | + 0"       |
| 5è | Davide Cimolai    | Israel Cycling Academy        | + 0"       |
| 6è | Vincenzo Albanese | Bardiani CSF                  | + 0"       |
| 7è | Umberto Marengo   | Neri Sottoli-Selle Italia-KTM | + 0"       |
| 8è | Tadej Pogačar     | UAE Team Emirates             | + 0"       |
| 9è | Simone Velasco    | Neri Sottoli-Selle Italia-KTM | + 0"       |
| 10è | Giovanni Visconti | Neri Sottoli-Selle Italia-KTM | + 0"       |

## Classificació final
| \| Classificació general \| Classificació general \| Classificació general \| Classificació general \| Classificació general \| \| Corredor \| Corredor \| Equip \| Temps \| \| \| --------------------- \| ------------------------ \| --------------------------- \| --------------------- \| --------------------- \| \| 1r \| Tadej Pogačar \| UAE Team Emirates \| 19h 23' 31" \| \| \| 2n \| Diego Ulissi \| UAE Team Emirates \| + 1' 21" \| \| \| 3r \| Matteo Sobrero \| Astana-Premier Tech \| + 1' 35" \| \| \| 4t \| Rafał Majka \| UAE Team Emirates \| + 2' 08" \| \| \| 5è \| James Shaw \| Ribble Weldtite Pro Cycling \| + 2' 29" \| \| \| 6è \| Tanel Kangert \| BikeExchange \| + 2' 34" \| \| \| 7è \| Matej Mohorič \| Bahrain Victorious \| + 2' 39" \| \| \| 8è \| Giovanni Carboni \| Bardiani CSF Faizanè \| + 2' 46" \| \| \| 9è \| Jan Polanc \| UAE Team Emirates \| + 3' 21" \| \| \| 10è \| Jonathan Lastra Martínez \| Caja Rural-Seguros RGA \| + 4' 45" \| \| |                          |                             |             |
| |                          |                             |             |
| Font: ProCyclingStats |                          |                             |             |
| Classificació general |                          |                             |             |
| Corredor | Corredor                 | Equip                       | Temps       |
| 1r | Tadej Pogačar            | UAE Team Emirates           | 19h 23' 31" |
| 2n | Diego Ulissi             | UAE Team Emirates           | + 1' 21"    |
| 3r | Matteo Sobrero           | Astana-Premier Tech         | + 1' 35"    |
| 4t | Rafał Majka              | UAE Team Emirates           | + 2' 08"    |
| 5è | James Shaw               | Ribble Weldtite Pro Cycling | + 2' 29"    |
| 6è | Tanel Kangert            | BikeExchange                | + 2' 34"    |
| 7è | Matej Mohorič            | Bahrain Victorious          | + 2' 39"    |
| 8è | Giovanni Carboni         | Bardiani CSF Faizanè        | + 2' 46"    |
| 9è | Jan Polanc               | UAE Team Emirates           | + 3' 21"    |
| 10è | Jonathan Lastra Martínez | Caja Rural-Seguros RGA      | + 4' 45"    |

## Classificacions secundàries

### Classificació de la muntanya
| Classificació de la muntanya | Classificació de la muntanya | Classificació de la muntanya | Classificació de la muntanya | Classificació de la muntanya |
| Corredor                     | Corredor                     | Equip                        | Punts                        |                              |
| ---------------------------- | ---------------------------- | ---------------------------- | ---------------------------- | ---------------------------- |
| 1r                           | Tadej Pogačar                | UAE Team Emirates            | 16 pts                       |                              |
| 2n                           | Rafał Majka                  | UAE Team Emirates            | 13 pts                       |                              |
| 3r                           | Diego Ulissi                 | UAE Team Emirates            | 12 pts                       |                              |
| 4t                           | Adam Stachowiak              | HRE Mazowsze Serce Polski    | 11 pts                       |                              |
| 5è                           | Matteo Sobrero               | Astana-Premier Tech          | 10 pts                       |                              |
| 6è                           | Kenny Molly                  | Bingoal Pauwels Sauces WB    | 9 pts                        |                              |
| 7è                           | Robert Scott                 | Canyon dhb SunGod            | 7 pts                        |                              |
| 8è                           | Jan Polanc                   | UAE Team Emirates            | 6 pts                        |                              |
| 9è                           | Jacob Scott                  | Canyon dhb SunGod            | 5 pts                        |                              |
| 10è                          | Josip Rumac                  | Androni Giocattoli-Sidermec  | 5 pts                        |                              |

### Classificació per punts
| Classificació per punts | Classificació per punts | Classificació per punts     | Classificació per punts | Classificació per punts |
| Corredor                | Corredor                | Equip                       | Punts                   |                         |
| ----------------------- | ----------------------- | --------------------------- | ----------------------- | ----------------------- |
| 1r                      | Matej Mohorič           | Bahrain Victorious          | 58 pts                  |                         |
| 2n                      | Jon Aberasturi Izaga    | Caja Rural-Seguros RGA      | 57 pts                  |                         |
| 3r                      | Phil Bauhaus            | Bahrain Victorious          | 53 pts                  |                         |
| 4t                      | Tadej Pogačar           | UAE Team Emirates           | 46 pts                  |                         |
| 5è                      | Diego Ulissi            | UAE Team Emirates           | 45 pts                  |                         |
| 6è                      | Matteo Sobrero          | Astana-Premier Tech         | 37 pts                  |                         |
| 7è                      | James Shaw              | Ribble Weldtite Pro Cycling | 32 pts                  |                         |
| 8è                      | Alexander Edmondson     | BikeExchange                | 30 pts                  |                         |
| 9è                      | Matteo Trentin          | UAE Team Emirates           | 30 pts                  |                         |
| 10è                     | Giovanni Carboni        | Bardiani CSF Faizanè        | 25 pts                  |                         |

### Classificació dels joves
| Classificació del millor jove | Classificació del millor jove | Classificació del millor jove | Classificació del millor jove | Classificació del millor jove |
| Corredor                      | Corredor                      | Equip                         | Temps                         |                               |
| ----------------------------- | ----------------------------- | ----------------------------- | ----------------------------- | ----------------------------- |
| 1r                            | Kristjan Hočevar              | Adria Mobil                   | 19h 30' 35"                   |                               |
| 2n                            | Javier Romo                   | Astana-Premier Tech           | + 2' 34"                      |                               |
| 3r                            | Raúl García Pierna            | Equipo Kern Pharma            | + 8' 13"                      |                               |
| 4t                            | Danny van der Tuuk            | Equipo Kern Pharma            | + 8' 01"                      |                               |
| 5è                            | Gal Glivar                    | Adria Mobil                   | + 11' 19"                     |                               |
| 6è                            | Anže Skok                     | Ljubljana Gusto Santic        | + 16' 34"                     |                               |
| 7è                            | William Blume Levy            | ColoQuick                     | + 17' 26"                     |                               |
| 8è                            | Tom Paquot                    | Bingoal Pauwels Sauces WB     | + 21' 40"                     |                               |
| 9è                            | Thomas Mein                   | Canyon dhb SunGod             | + 21' 44"                     |                               |
| 10è                           | Jonas Iversby Hvideberg       | Uno-X Pro Cycling Team        | + 28' 07"                     |                               |

## Evolució de les classificacions
| Etapa | Vencedor       | Classificació general | Classificació per punts | Classificació de la muntanya | Classificació dels joves | Classificació per equips |
| ----- | -------------- | --------------------- | ----------------------- | ---------------------------- | ------------------------ | ------------------------ |
| 1     | Phil Bauhaus   | Phil Bauhaus          | Phil Bauhaus            | Mathijs Paasschens           | Jonas Iversby Hvideberg  | Bahrain Victorious       |
| 2     | Tadej Pogačar  | Tadej Pogačar         | Phil Bauhaus            | Tadej Pogačar                | Kristjan Hočevar         | UAE Team Emirates        |
| 3     | Jon Aberasturi | Tadej Pogačar         | Matej Mohorič           | Tadej Pogačar                | Kristjan Hočevar         | UAE Team Emirates        |
| 4     | Diego Ulissi   | Tadej Pogačar         | Matej Mohorič           | Tadej Pogačar                | Kristjan Hočevar         | UAE Team Emirates        |
| 5     | Phil Bauhaus   | Tadej Pogačar         | Matej Mohorič           | Tadej Pogačar                | Kristjan Hočevar         | UAE Team Emirates        |
| Final | Final          | Tadej Pogačar         | Matej Mohorič           | Tadej Pogačar                | Kristjan Hočevar         | UAE Team Emirates        |